# Borovskij rajon
Il Borovskij rajon (in russo Боровский район?) è un rajon dell'Oblast' di Kaluga, nella Russia europea; il capoluogo è Borovsk. Istituito nel 1929, ricopre una superficie di 759,56 chilometri quadrati.